# Jorge Aníbal Saldanha Carreira
Jorge Aníbal Saldanha Carreira (Lisboa, 12 de Janeiro de 1887 - ?) foi um publicista português.

## Biografia
Casou em Lisboa, Coração de Jesus, a 6 de Novembro de 1909 com Maria Augusta Catarro de Oliveira, com geração.
Desde 1913 que dedicou a sua vida à divulgação da língua internacional denominada Esperanto.
Alferes Miliciano, primeiro Tenente no Batalhão de Metralhadoras N.º 1 e, depois, no Regimento de Infantaria N.º 2, durante a Primeira Guerra Mundial, foi o primeiro Oficial do Mundo a usar na farda o emblema esperantista, por decisão do General José Maria Mendes Ribeiro Norton de Matos, então Ministro da Guerra.
Foi Professor de Esperanto na Escola Comercial Ferreira Borges, hoje Escola Comercial D. Maria I, e no curso que funcionou na Polícia de Segurança Pública, além de ter dirigido numerosos cursos em escolas oficiais, associações e estações emissoras.
Foi Presidente da Associação Portuguesa de Esperanto em 1952, Membro da Academia de Esperanto da Holanda e Membro de Honra da Associação Universal de Esperanto, com sede na Grã-Bretanha e Irlanda do Norte.
Colaborou nos jornais "O Século" (edição da noite), "A Capital", "Livre Pensamento", "Vida Social", "Pensamento", "O Povo", "O Diabo", "Diário de Lisboa", e em muitos outros da Província e do Ultramar.
Escreveu: 
- Gramática Aplicada - Esperanto Elementar, de colaboração com o Capitão Carreira e Silva, 1916[1]
- Curso Elementar de Esperanto, de colaboração com Luzo Bemaldo, 1919[1]
- Klasika Libro, de colaboração com Backheuser, 1927[1]

além de vários artigos na Enciklopedio de Esperanto, Eterna Bukedo, Argenta Duopo e Ora Libro, e em jornais e revistas esperantistas, entre os quais Literatura Mondo, The Esperanto Monthly, Heroldo de Esperanto, La Praktiko e Esperanto.
Foi colaborador da Grande Enciclopédia Portuguesa e Brasileira. e do periódico  Portugala Esperantisto  (1936).